# Komfortverhalten

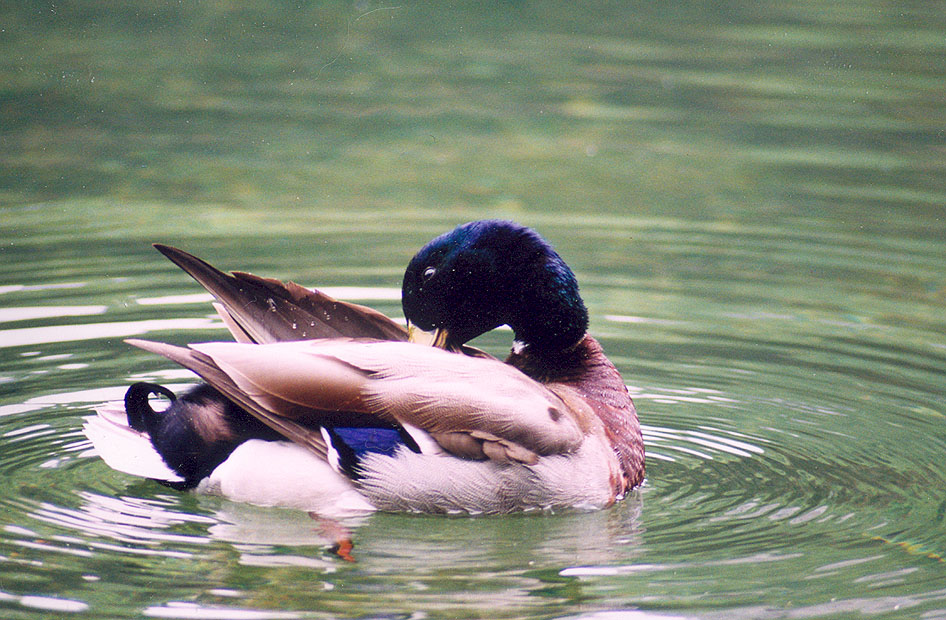
Komfortverhalten bei der Stockente

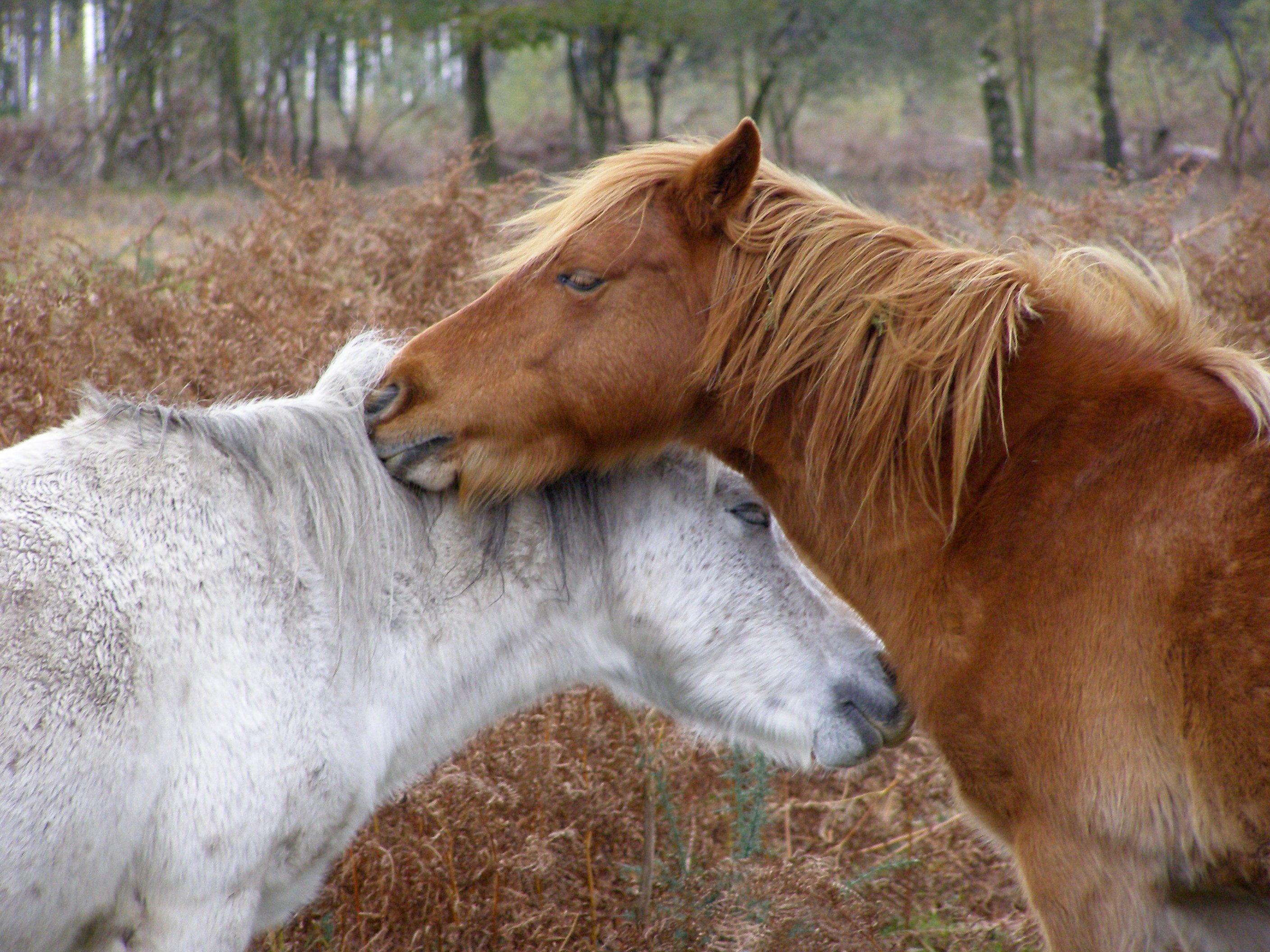
Allogrooming beim Pony

Als Komfortverhalten oder Autogrooming bezeichnet man in der Verhaltensbiologie alle Aktivitäten eines Tieres, die unmittelbar der Körperpflege zugeordnet werden können. Hierzu gehören insbesondere Putz- und Kratzbewegungen, sich Lecken, sich Schütteln, sich Scheuern, sich Beknabbern, das Baden im Wasser, das Sandbaden und das Sonnenbaden, aber – beispielsweise bei Schweinen – auch das Wälzen oder Suhlen im Schlamm. Grooming ist insbesondere unter Primaten weit verbreitet.
Zum Komfortverhalten zählt auch die soziale Körperpflege, also das wechselseitige Reinigen von Fell oder Gefieder (Allogrooming). Bei vielen sozial lebenden Tierarten fördert es den Zusammenhalt von Paaren oder Gruppen und ist daher als Element ihres Sozialverhaltens anzusehen.
Gelegentlich werden im ethologischen Schrifttum aber auch als „Behaglichkeitsbewegungen“ geltende Aktivitäten wie das Gähnen, alle Räkel- und Streckbewegungen sowie sonstige als Ausdruck des Wohlfühlens gedeutete Verhaltensweisen als Komfortverhalten ausgewiesen.

## Grooming als Mittel der Verhaltensformung beim Haushund
Handlungen, die die soziale Fellpflege beim Hund imitieren, können in der Hundeerziehung als soziale Verstärker von Verhaltensweisen genutzt werden. Im Vergleich zum Grooming bei Pferden, wo Groomingaktionen in bevorzugten Bereichen des Widerrists eine Absenkung der Herzfrequenz als Zeichen einer besonderen Beruhigung hervorrufen, ist beim Hund ein sehr effektvoller Bereich um die Ohren angesiedelt. Bei regelmäßigen, jedoch nicht übermäßigen Anwendungen hat sich besonders bei hyperaktiven Hunden eine spürbare Beruhigung gezeigt, was einer anzustrebenden Ausgeglichenheit des Hundes zuträglich ist.

## Belege
1. ↑  Non-Human Primate Communication. (Memento vom 2. Januar 2011 im Internet Archive). Im Original publiziert auf anthro.palomar.edu.
2. ↑  „Grooming“ beim Haushund (Canis lupus familiaris) als sozialer Verstärker nach Hollatz. Auf: canin.de, zuletzt abgerufen am 15. April 2022.
3. ↑  Claudia Feh und Jeanne de Mazières: Grooming at a preferred site reduces heart rate in horses. In: Animal Behaviour. Band 46, Nr. 6, 1993, S. 1191–1194, doi:10.1006/anbe.1993.1309.